# Герасимов, Иван Михайлович
Ива́н Миха́йлович Гера́симов (5 января 1901, Санкт-Петербург — 19 апреля 1968, Бердичев) — советский военачальник, генерал-майор (1940), участник Гражданской и Великой Отечественной войн. В 1941 году попал в немецкий плен, после освобождения был арестован в СССР, впоследствии реабилитирован и выпущен на свободу.

## Биография
Иван Герасимов родился 5 января 1901 года в Санкт-Петербурге в семье рабочего. После окончания шестиклассной гимназии в 1917—1920 годах работал служащим в одном из волостных военкоматов Великолукского уезда Псковской губернии. 20 июля 1920 года добровольно вступил в Рабоче-Крестьянскую Красную Армию. Служил в 13-м запасном пехотном полку Западного фронта в Ельне. В марте 1921 года Герасимов принимал участие в подавлении Кронштадтского восстания. За храбрость и мужество был награждён орденом Красного Знамени. С конца 1920 года учился в 3-й Западной пехотной школе в Смоленске, которую окончил в 1923 году.
С сентября 1923 года служил в 31-м стрелковом полку 11-й Петроградской стрелковой дивизии Петроградского (с 1924 Ленинградского) военного округа: командир отделения, командир стрелкового взвода, помощник начальника полковой школы, командир и политрук роты, начальник полковой школы, командир учебного батальона. С апреля 1931 года служил в 46-м стрелковом полку 16-й Ульяновской стрелковой дивизии Ленинградского ВО помощником командира полка по строевой части и с апреля 1932 исполнял должность командира этого полка. С ноября 1932 — командир-комиссар 29-го стрелкового полка 10-й стрелковой дивизии, с июня 1937 — помощник командира этой дивизии, а с октября 1937 — командир дивизии. С января 1938 года он был комендантом Киевского укрепрайона, с августа 1938 — начальником Управления строительства № 236 Киевского Особого военного округа.
С августа 1939 — командир 146-й стрелковой дивизии Киевского особого военного округа. Во главе её участвовал в Походе РККА в Западную Украину и во вводе советских войск в Бессарабию. В ноябре 1940 года Герасимов окончил Высшие академические курсы при Академии Генерального Штаба РККА, после чего продолжил командовать дивизией.
Дивизия принимала участие в боевых действиях с немецкими войсками с первых дней войны, действуя в составе 6-й армии Юго-Западного фронта. В середине июля 1941 года она попала в окружение, но продолжала вести бои. После прорыва из окружения дивизию передали в 26-ю армию того же фронта. Участвовал в Львовско-Черновицкой и Киевской оборонительных операциях. В ходе катастрофы Юго-Западного фронта во время последней из этих операций вся армия попала в окружение. При попытке прорыва 12 сентября 1941 года отряд, возглавляемый лично Герасимовым, был разбит, а сам генерал был захвачен в плен. Содержался в нескольких лагерях для военнопленных, с середины 1943 года находился в тюрьмах Нюрнберг и Вайсенбург.
4 мая 1945 года Герасимов был освобождён американскими войсками, и 19 мая отправлен в Париж в советскую военную миссию по репатриации, откуда был переправлен в Москву. 29 декабря 1945 года Герасимов был арестован по ложному обвинению в ведении антисоветской пропаганды среди военнопленных. Приказом ГУК Министерства Вооружённых Сил СССР от 2 декабря 1946 года уволен из Вооружённых Сил. Постановлением Совета Министров СССР от 10 января 1952 года он был лишён генеральского звания. При этом осужден И. М. Герасимов так и не был.
1 августа 1953 года Герасимов был освобождён из-под стражи. Определением Верховного Суда СССР от 2 ноября 1956 года Герасимов был полностью реабилитирован, а Постановлением Совета Министров СССР от 17 января 1957 года было отменено постановление о лишении его воинского звания генерал-майора. Приказом Министра обороны СССР от 5 марта 1957 года признан уволенным в запас с 1 августа 1953 года.
Умер 19 апреля 1968 года в Бердичеве.

## Воинские звания
- Полковник (17.02.1936)
- Комбриг (17.02.1938)
- Генерал-майор (4.06.1940)

## Награды
- Орден Красного Знамени (1921)
- Орден Трудового Красного Знамени (2.02.1941)[1]
- Медали